# Escadrille de femmes
Pour plus de détails, voir Fiche technique et Distribution.
Escadrille de femmes (titre original : Ladies Courageous) est un film américain réalisé par John Rawlins, sorti en 1944.

## Synopsis
L’histoire du Women’s Auxiliary Ferrying Squadron, une unité de femmes pilotes pendant la Seconde Guerre mondiale, qui convoyaient des bombardiers depuis les usines vers leurs destinations finales.

## Fiche technique
- Titre : Escadrille de femmes
- Titre original : Ladies Courageous
- Réalisation : John Rawlins
- Scénario : Doris Gilbert et Norman Reilly Raine d'après le roman Looking For Trouble de Virginia Spencer Cowles
- Musique : Dimitri Tiomkin
- Direction artistique : Alexander Golitzen et John B. Goodman
- Décorateur de plateau : Russell A. Gausman et A.J. Gilmore
- Photographie : Hal Mohr
- Montage : Philip Cahn
- Costumes : Vera West
- Production : Walter Wanger
- Société de production : Universal Pictures
- Distribution : Universal Pictures
- Pays d’origine : États-Unis
- Genre : Drame, Film de guerre
- Format : Noir et blanc - 35 mm - 1,37:1 - Son : Mono (Western Electric Recording)
- Durée : 88 minutes
- Date de sortie :
  - États-Unis : 1er février 1944

## Distribution
- Loretta Young : Roberta Harper
- Geraldine Fitzgerald : Virgie Alford
- Diana Barrymore : Nadine Shannon
- Anne Gwynne : Gerry Vail
- Evelyn Ankers : Wilhelmina Van Kronk
- Phillip Terry : Major Tommy Harper
- David Bruce : Frank Garrison
- Lois Collier : Jill Romilly
- June Vincent : Mary Frances Wright
- Samuel S. Hinds : Brig. Gen. Wade
- Richard Fraser : Colonel Andy Brennan
- Frank Jenks : Snapper Anthony Walgreen
- Janet Shaw : Bee Jay
- Kane Richmond : Alex Anderson